# 廣電廿日市站
廣電廿日市站（日语：／ Hiroden-hatsukaichi eki */?）是位於廣島縣廿日市市廿日市二丁目1番25號，廣島電鐵的宮島線車站。車站編號為M32。

## 歷史
在1923年（大正12年），宮島線己斐町站至草津町站之間開通。在翌年1924年（大正13年），路線延伸至此站，此站啟用。車站名稱當初計劃名為天神下站，這是由於車站附近的山上設有天滿宮，後來車站啟用時沒有採用該名稱，車站啟用名稱為廿日市町站（日语：／）。在車站啟用翌年延伸至地御前。最後路線在1931年（昭和6年）全線開通，在車站全線開通當日改名為電車廿日市站（日语：／）。
宮島線全線開通當初為雙線鐵路。在太平洋戰爭下，1944年（昭和19年）把此站至電車宮島駅之間的下行線路軌撤走，變成單線鐵路。被撒走的路軌用作建設皆實線，在該區間較少乘客使用。該區間在戰後1950年（昭和25年）變回雙線鐵路。在1961年（昭和36年），為了區別國鐵（當時）廿日市站，此站名稱改為廣電廿日市站。
在1960年代，70年代，上行線月台外設有側線。
在車站啟用以來，此站設有木造車站大樓。隨著站前進行工程，車站月台進行遷移，該大樓在2012年（平成24年）拆毀。在大樓拆毀前，於同年9月，志願人士在車站大樓舉行了「再見活動」，告別此歷史尤久的車站大樓。站前的工程以北也同時進行了廿日市站周邊地區再開發工程。在翌年2013年（平成25年）8月，車站南邊的迴旋路工程完成。月台向東邊遷移約50米，並建設了新的候車室。
- 1924年（大正13年）4月6日 - 宮島線草津町至此站之間開通，此站啟用。當時車站名稱為廿日市町站[5][14]。當時車站設有車站大樓[15]。
- 1925年（大正14年）7月15日 - 宮島線此站至地御前終點之間開通[5][16]。
- 1931年（昭和6年）2月1日 - 車站改名為電車廿日市站[5]。
- 1944年（昭和19年）7月21日 - 由於需要敷設皆實線，此站至電車宮島之間的下行線被撤走，此站以西為單線鐵路區間[5]。
- 1950年（昭和25年）7月24日 - 宮島線全線變回雙線鐵路[5]。
- 1961年（昭和36年）6月1日 - 車站改名為廣電廿日市站[5]。
- 1981年（昭和56年）1月31日 - 月台進行工程[17]。
- 1988年（昭和63年）5月15日 - 除了早上繁忙時間外，此站成為無人車站[18]。
- 1999年（平成11年）8月17日 - 早上繁忙時間於此站折返電車班次廢止[19]。
- 2004年（平成16年）4月 - 終止於定期票櫃臺售賣常備票。
- 2005年（平成17年）12月1日 - 關閉定期票櫃臺[20]。
- 2009年（平成21年）10月26日 - 實施時間表修正，主要在平日，以及星期六、日的早上繁忙時間設成於此站折返的電車班次。
- 2012年（平成24年）
  - 9月8日 - 舊車站大樓舉行告別活動[10][11]。
  - 10月15日 - 舊車站大樓開始拆毀，同時建設新車站。
- 2013年（平成25年）
  - 8月 - 車站南邊新設迴旋路[12]。
  - 12月2日 - 廿日市櫻花巴士東循環佐方路線開始駛入至站前。同時開設候車室。

## 車站構造
車站是一座地面車站，設有2面2線的相對式月台。從路線起點望向此站的左邊為廣電宮島口站方向的下行月台，右邊為廣電西廣島站方向的上行月台。
整座車站是無障礙環境。在南出口（下行月台側）設有廁所和候車室。候車室是一座鋼架平房，牆身是使用廿日市市內出産的杉來。車站南北兩邊設有免費單車停泊處。
在車站靠近山陽女學園前站設有轉轍器。
在2012年前，此站設有車站大樓。大樓牆身塗上了木漆，頑屋頂為黑瓦。在車站啟用經邊戰前進行翻新，已經使用88年。為廣島電鐵最後一座設有木造車站大樓。櫃臺業務在2005年結後束，櫃臺業務仍然存在，直至車站周邊進行工程時拆毀。在車站拆毀前，車站內展出了相片，也發售了紀念入場票。

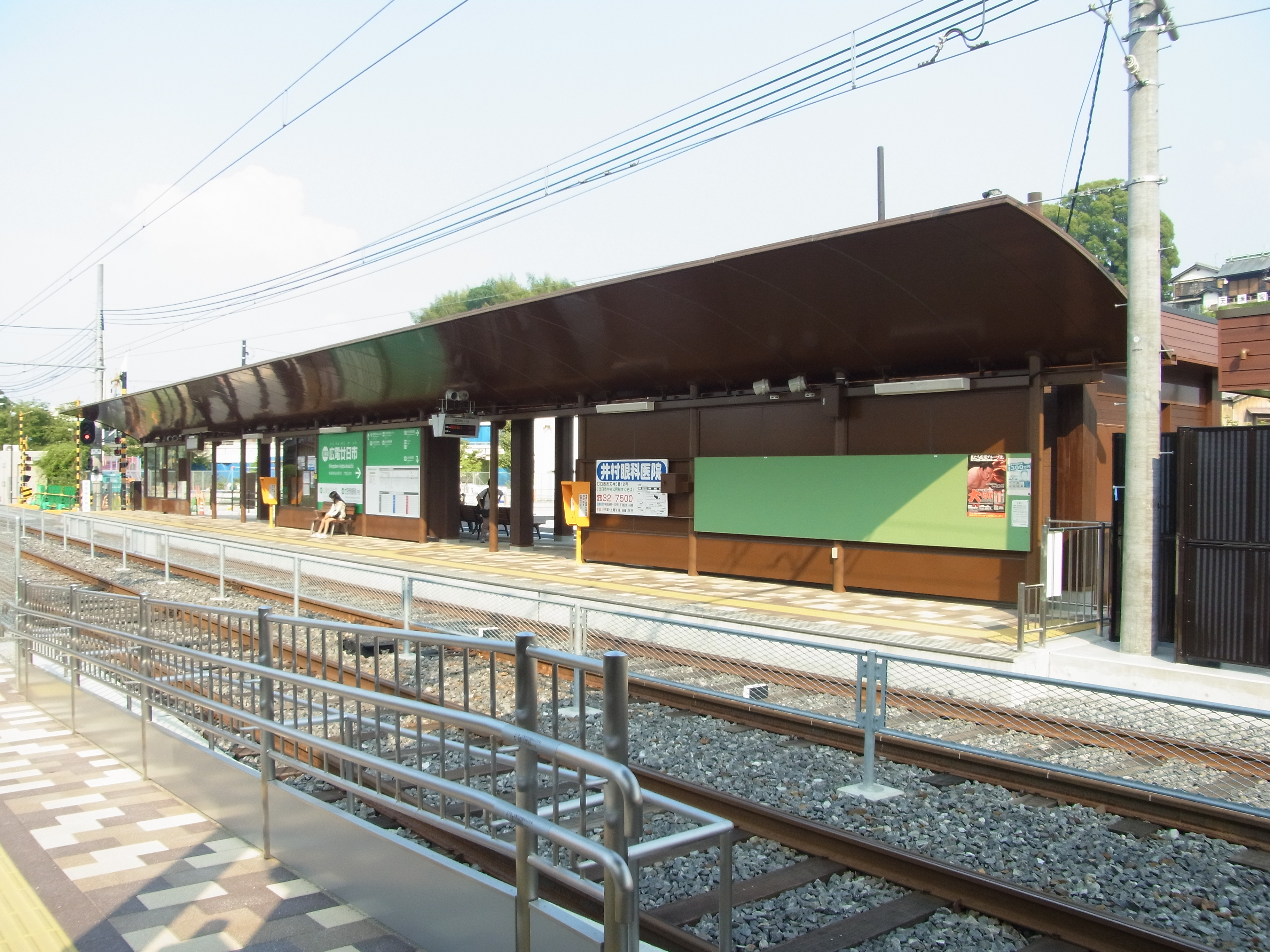
宮島口方向月台
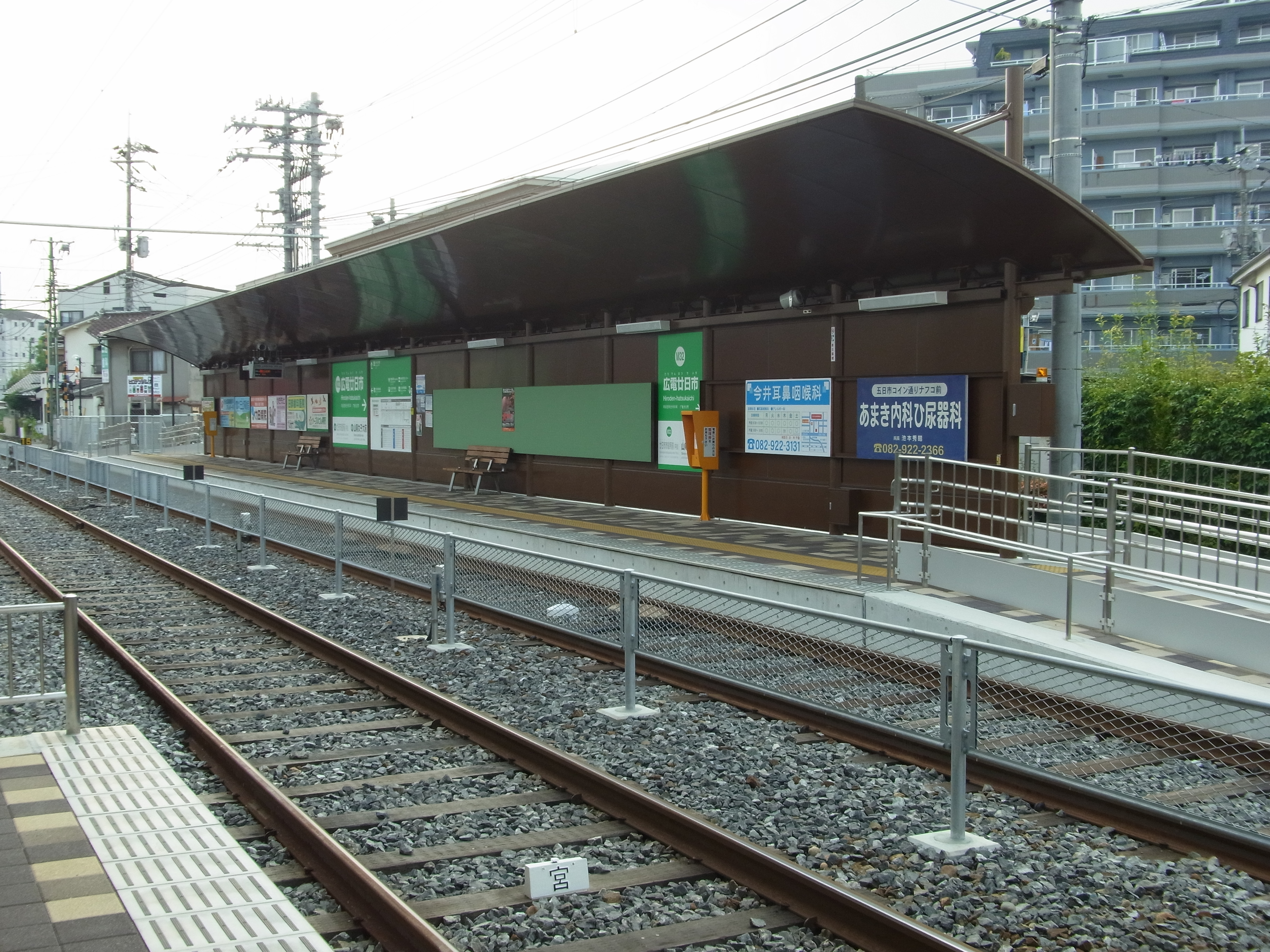
西廣島方向月台
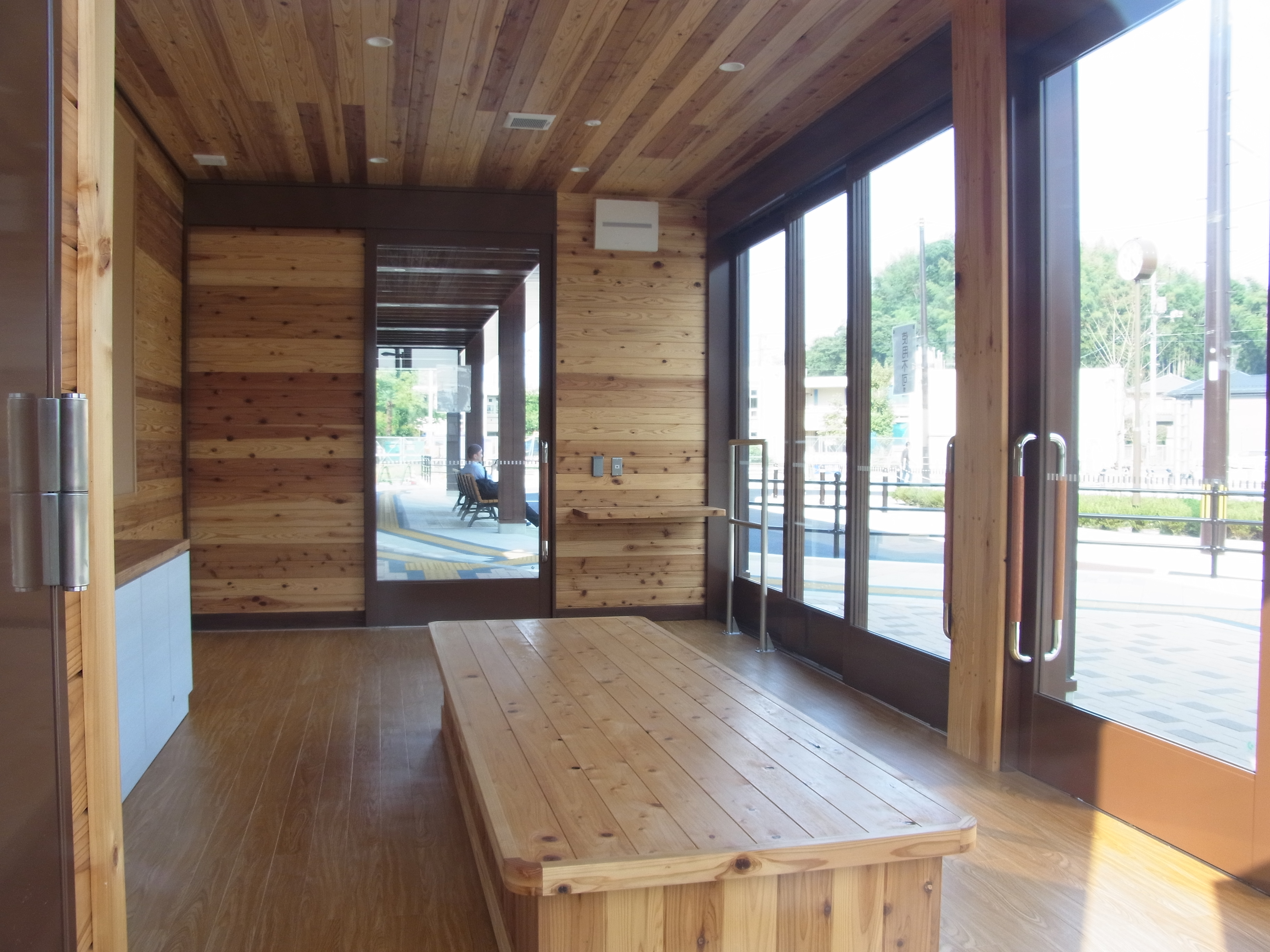
候車室

## 廿日市變電站
此站上行月台後方設有廣島電鐵的廿日市變電站。廿日市變電站原本位於車站北邊，在廣電西廣島方向的150米處的路軌旁（34°21′27.5″N 132°20′14.4″E / 34.357639°N 132.337333°E）。在1922年（大正11年）8月，宮島線啟用時，該變電站用作提供電力。在車站開業當初供電給己斐町站至草津町站之間區間，也供電給宮島線延伸區間。在1931年（昭和6年）2月，該變電站為宮島線全線供電。在1945年（昭和20年）8月6日，廣島市被投下原子彈，於廣島市內行走的廣島電鐵電車受到嚴重破壞，但是仍然可以盡快恢複服務，這是由於廿日市變電站距離原子彈投下地點中心15公里，因此受損程度不大。當時廿日市變電站仍然可以提供電力，使市內電車在被投下原子彈後3日重啟部分區間。
變電站是一座磚造建築物，在1922年啟用以來一直長期使用。隨著變電站開始老化，變電站於2009年（平成21年）拆毀，遺址成為了停車場。而新的變電站建在上行月台後方，在舊變電站拆毀前的2008年（平成20年）3月開始運作。

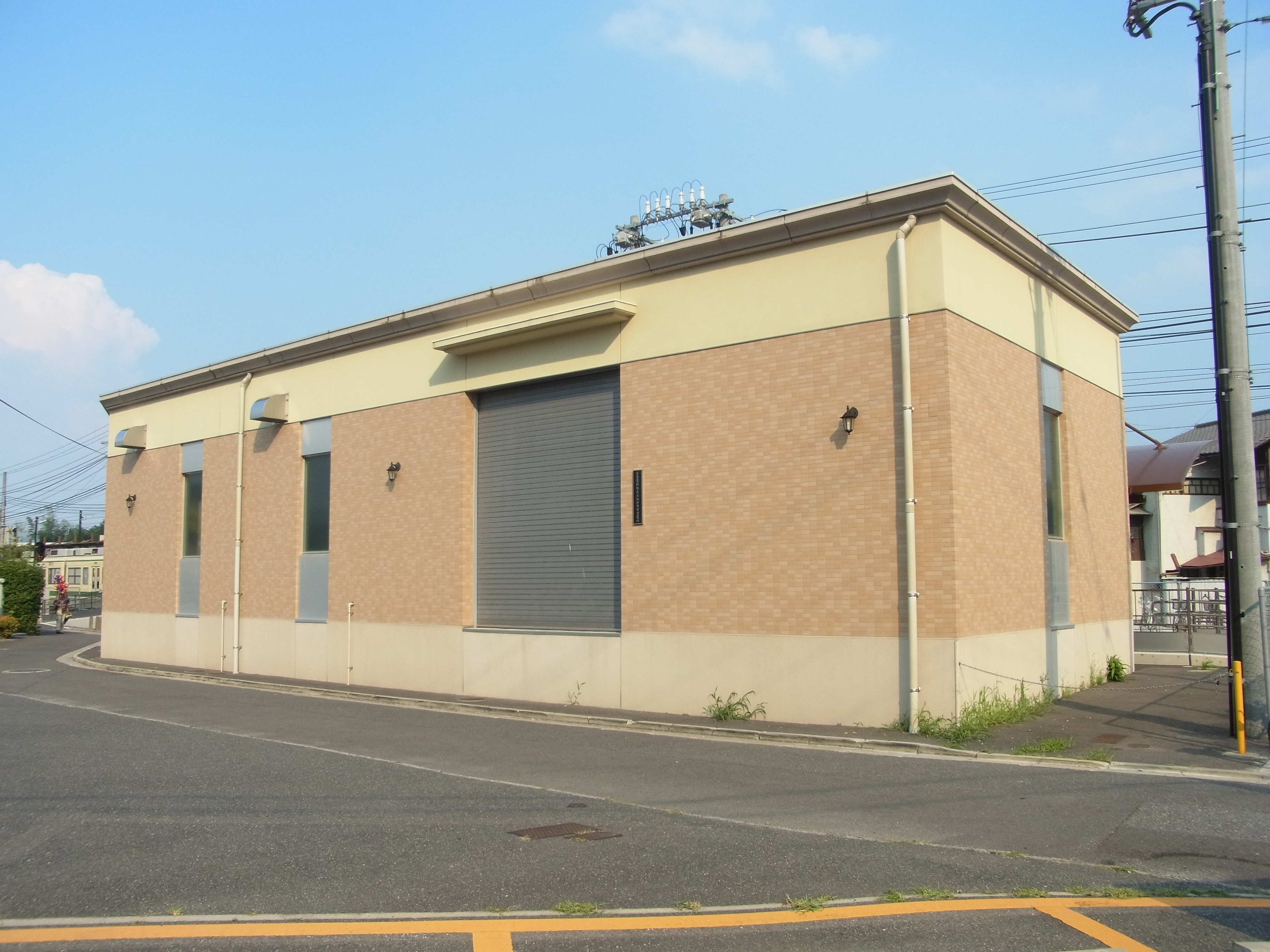
變電站

## 使用狀況
根據《廿日市市統計書》，在2018年度1日平均上落車人次（把使用人次總數除以當日的日數）為3,455人。
以下為此站近年上落車人次列表：
| 1日平均上落車人次變化 | 1日平均上落車人次變化 | 1日平均上落車人次變化 |
| 年度                  | 上落車人次            | 參考資料              |
| --------------------- | --------------------- | --------------------- |
| 1994年度              | 2,805                 |                       |
| 1995年度              | 2,717                 |                       |
| 1996年度              | 3,065                 |                       |
| 1997年度              | 2,802                 |                       |
| 1998年度              | 2,701                 | [ 使用人次 2 ]        |
| 1999年度              | 2,714                 | [ 使用人次 2 ]        |
| 2000年度              | 2,465                 | [ 使用人次 2 ]        |
| 2001年度              | 2,603                 | [ 使用人次 2 ]        |
| 2002年度              | 2,649                 | [ 使用人次 2 ]        |
| 2003年度              | 2,710                 | [ 使用人次 2 ]        |
| 2004年度              | 2,511                 | [ 使用人次 2 ]        |
| 2005年度              | 2,529                 | [ 使用人次 3 ]        |
| 2006年度              | 2,548                 | [ 使用人次 4 ]        |
| 2007年度              | 2,619                 | [ 使用人次 5 ]        |
| 2008年度              | 2,651                 | [ 使用人次 6 ]        |
| 2009年度              | 2,638                 | [ 使用人次 7 ]        |
| 2010年度              | 2,777                 | [ 使用人次 8 ]        |
| 2011年度              | 2,943                 | [ 使用人次 9 ]        |
| 2012年度              | 3,002                 | [ 使用人次 10 ]       |
| 2013年度              | 2,952                 | [ 使用人次 11 ]       |
| 2014年度              | 3,105                 | [ 使用人次 12 ]       |
| 2015年度              | 3,148                 | [ 使用人次 13 ]       |
| 2016年度              | 3,244                 | [ 使用人次 14 ]       |
| 2017年度              | 3,376                 | [ 使用人次 15 ]       |
| 2018年度              | 3,455                 | [ 使用人次 1 ]        |

## 車站周邊
車站南出口設有迴旋路與周邊道路。

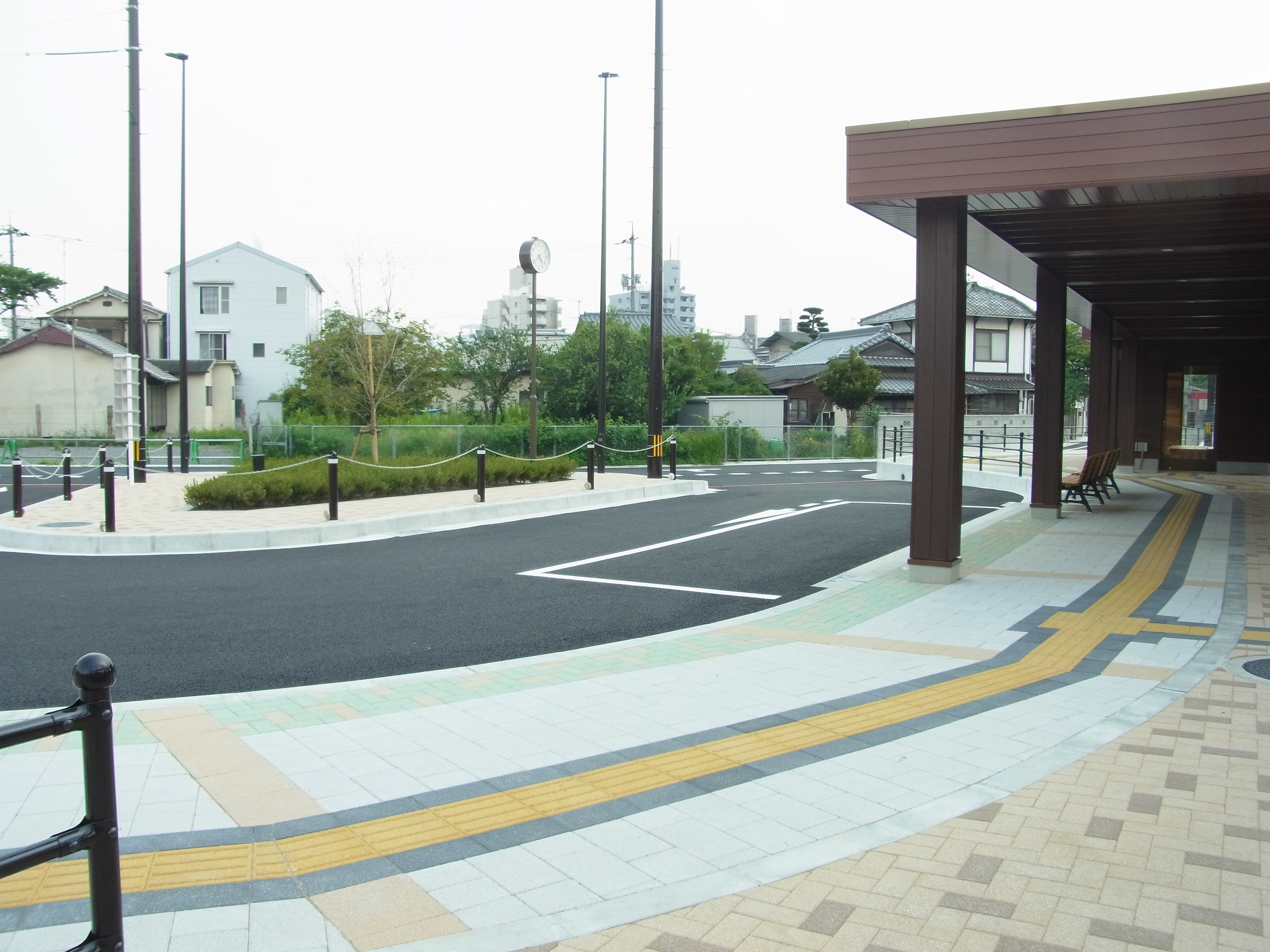
南出口迴旋路

車站附近為住宅區。向北步行5分鐘達可到達西日本旅客鐵道（JR西日本）山陽本線廿日市站。雖然此站名為「廿日市」，但是與「廿日市」相關的設施與行政機關主要在鄰站廿日市市役所前站。車站南邊設有國道2號，沿國道上商店林立。在國道南邊為海邊（瀨戶內海），該處為工業地區。
- 廿日市港
- 木材港
- 廿日市警署（日语：廿日市警察署）
- 廿日市市立廿日市小學（日语：廿日市市立廿日市小学校）
- 中央公民館
- 中國釀造（日语：中国醸造）

### 巴士路線
在迴旋路上設有由廿日市市營運的社區巴士「櫻花巴士」巴士站。
- 廿日市櫻花巴士（日语：さくらバス）
  - 佐方路線 經佐方、月見台團地方向，前往Youme Town廿日市（日语：ゆめタウン廿日市）、廿日市市役所前站

## 相鄰車站
廣島電鐵
■宮島線
山陽女學園前（M31）－廣電廿日市（M32）－廿日市市役所前（M33）

## 注腳

### 使用狀況
1. 1 2  『廿日市市統計書』2020年版
2. 1 2 3 4 5 6 7  『廿日市市統計書』2006年版
3. ↑  『廿日市市統計書』2007年版
4. ↑  『廿日市市統計書』2008年版
5. ↑  『廿日市市統計書』2009年版
6. ↑  『廿日市市統計書』2010年版
7. ↑  『廿日市市統計書』2011年版
8. ↑  『廿日市市統計書』2012年版
9. ↑  『廿日市市統計書』2013年版
10. ↑  『廿日市市統計書』2014年版
11. ↑  『廿日市市統計書』2015年版
12. ↑  『廿日市市統計書』2016年版
13. ↑  『廿日市市統計書』2017年版
14. ↑  『廿日市市統計書』2018年版
15. ↑  『廿日市市統計書』2019年版

## 外部連結
- 廣電廿日市 | 電車情報：電停指南 （页面存档备份，存于）（日語） - 廣島電鐵